# Richard Wagner (Politiker, 1861)
Richard Wagner (* 3. Oktober 1861 in Klein Schmerberg, Ostpreußen; † 13. Juni 1925 in Königsberg (Preußen)) war Bürgermeister von Tapiau und Mitglied des Deutschen Reichstags.

## Leben
Wagner besuchte die Realschule in Wehlau von 1871 bis 1880. Er absolvierte eine Ausbildung für die Verwaltungstätigkeit im Landratsamt Labiau, der Regierung zu Marienwerder und der Königlichen Spezialkommission zu Königsberg. Vom 1. Oktober 1881 bis 1. Oktober 1882 war er Einjährig-Freiwilliger beim Ostpreußischen Jägerbataillon Graf Yorck von Wartenburg. Weiter war er Mitglied des Kreistages und des Kreisausschusses des Kreises Wehlau.
Bürgermeister von Tapiau war er von 1889 bis 1925.
Von 1910 bis 1912 und von 1914 bis 1918 war er Mitglied des Deutschen Reichstags für den Wahlkreis Reichstagswahlkreis Regierungsbezirk Königsberg 2 und die Fortschrittliche Volkspartei. Bei der Reichstagsersatzwahl 1914 gewann er das Mandat erst in der Stichwahl zwischen ihm und dem konservativen Kandidaten Hugo Schrewe. Im ersten Wahlgang am 16. Juli 1914 lag Wagner mit 6123 Stimmen hinter Schrewe mit 7504 Stimmen und vor dem sozialdemokratischen Kandidaten, der 2192 Stimmen erhielt.